# Törökvágási református templom
A törökvágási református templom Kolozsváron a Donát úton található. Makovecz Imre által készített vázlattervekből Müller Csaba készített kivitelezési tervet, az ő feladata volt a művezetés is. A templom megépítése tíz évet vett igénybe. Lelkipásztorai: Bibza István és Bibza Gábor. A templomot 2008. május 4-én avatták fel.

## Építése
Az 1980-ban önállósult gyülekezet kezdetben egy családi házban tartotta összejöveteleit, majd 1985-re sikerült egy 700 férőhelyes imaházat építeniük. A templom építését már 1989-től szorgalmazták, de eleinte anyagi gondok, később a polgármester nehezítette a megvalósítást. 1993-ban a Magyarok Világszövetsége segített telket vásárolni, de építési engedélyhez csak öt év múlva jutottak.
1998. június 20-án helyezték el a templom alapkövét, és kezdődött az építkezés, amely 2004-ig lassan haladt, de az ekkor kapott nagyobb állami támogatás gyorsított az ütemen. A kivitelezés mintegy 1,4 millió lejbe került, amelynek alig egy tizedét tudta fedezni az egyházközség. Nagyobb hozzájárulást külföldről kaptak Hollandiából és Németországból.

## Bemutatása
A templom építőanyagai jellemzően természetes anyagok: fa és kő, az épület ezáltal harmonizál a természeti környezettel. A Makovecz Imre által képviselt organikus építészet gondolatvilágának megfelelően a templom belső terének hatással kell lennie az emberekre. A központi tetővilágításnak és a szószék középen való elhelyezésének köszönhetően a hívek fizikailag és lelkileg is közelebb kerülnek az istentisztelet lényegéhez, mint a hagyományos elrendezésű templomokban.